# Радикорский, Всеволод Константинович
Все́волод Константи́нович Радико́рский (3 октября 1915 Москва, Российская империя — 29 декабря 1977, Москва, СССР) — советский футболист и тренер. Заслуженный мастер спорта (1948). Один из лучших защитников страны 1940-х годов. В чемпионатах СССР провёл 121 матч. Чемпион СССР 1940 и 1945 годов. Участник турне «Динамо» в Великобританию (1945 год). В 1949—1968 годах на тренерской работе.

## Биография
Первые шаги в футболе сделал в клубной команде «Спартак», представлявшей Октябрьскую железную дорогу (в 1928 — 1933 годах).
В 1934 году играл в составе клубной команды московского завода № 1, в 1935 году в «Снайпере» из Москвы.
С 1935 по 1937 годы в клубной команде «Динамо». Дебютировал в главном клубе «Динамо» из Москвы в июне 1938 года, на протяжении 10 лет до момента завершения карьеры игрока играл в одном клубе. Двукратный чемпион СССР 1940 и 1945 годов, серебряный призёр чемпионата страны 1946 года, обладатель Кубка Москвы 1941 года и финалист Кубка 1942 года, обладатель Суперкубка Москвы 1942 года.
В составе клуба принял участие в ряде международных встреч, участник поездок в Великобританию, Болгарию, Югославию. Привлекался в состав сборной Москвы, за которую провёл 4 международных матча.
С 1948 года на тренерских должностях.